# Restionàcies
Restionaceae són una família de plantes nadiues de l'hemisferi sud que són plantes perennes que fan de 10 cm a 3 metres d'alt. Es van originar fa uns 60 milions d'anys, al Cretaci, quan el continent sud formava part de Gondwana.

## Descripció
Superficialment s'assemblen a les Juncaceae i també a les ciperàcies i poàcies. Tenen tiges que fan la fotosíntesi i fulles reduïdes a làmines. Les seves flors són extremadament petites i en espiguetes que formen inflorescències. Són plantes dioiques i pol·linitzades pel vent.

## Distribució
Estan distribuïdes en tots els continents de l'hemisferi sud: Amèrica del Sud (1 espècie, Apodasmia chilensis), Àfrica al sud de l'equador incloent Madagascar (prop de 330 espècies), Austràlia (unes 150 espècies) i a Nova Zelanda (4 espècies); al sud-est d'Àsia n'hi ha una espècie. Sovint són elements dominants en la flora de clima mediterrani de Sud-àfrica i de l'oest d'Austràlia. Defineixen la flora del fynbos.

## Taxonomia

### Gèneres
Dins d'aquesta família es reconeixen els 48 gèneres següents:
- Alexgeorgea Carlquist
- Anarthria R.Br.
- Anthochortus Nees ex Endl.
- Aphelia R.Br.
- Apodasmia B.G.Briggs & L.A.S.Johnson
- Askidiosperma Steud.
- Baloskion Raf.
- Calorophus Labill.
- Cannomois P.Beauv. ex Desv.
- Catacolea B.G.Briggs & L.A.S.Johnson
- Centrolepis Labill.
- Ceratocaryum Nees
- Chaetanthus R.Br.
- Chordifex B.G.Briggs & L.A.S.Johnson
- Coleocarya S.T.Blake
- Cytogonidium B.G.Briggs & L.A.S.Johnson
- Dapsilanthus B.G.Briggs & L.A.S.Johnson
- Desmocladus Nees
- Dielsia Gilg
- Elegia L.
- Empodisma L.A.S.Johnson & D.F.Cutler
- Eurychorda B.G.Briggs & L.A.S.Johnson
- Gaimardia Gaudich.
- Hopkinsia W.Fitzg.
- Hydrophilus H.P.Linder
- Hypodiscus Nees
- Hypolaena R.Br.
- Lepidobolus Nees
- Leptocarpus R.Br.
- Lepyrodia R.Br.
- Loxocarya R.Br.
- Lyginia R.Br.
- Mastersiella Gilg-Ben.
- Melanostachya B.G.Briggs & L.A.S.Johnson
- Nevillea Esterh. & H.P.Linder
- Platycaulos H.P.Linder
- Platychorda B.G.Briggs & L.A.S.Johnson
- Restio Rottb.
- Rhodocoma Nees
- Soroveta H.P.Linder & C.R.Hardy
- Sporadanthus F.Muell. ex Buchanan
- Staberoha Kunth
- Taraxis B.G.Briggs & L.A.S.Johnson
- Thamnochortus P.J.Bergius
- Tremulina B.G.Briggs & L.A.S.Johnson
- Tyrbastes B.G.Briggs & L.A.S.Johnson
- Willdenowia Thunb.
- Winifredia L.A.S.Johnson & B.G.Briggs

## Història taxonòmica
El primer sistema APG (1998) va reconèixer la família de les anartriàcies (Anarthriaceae), aquesta situació es va mantenir a la segona versió, APG II (2003) i a la tercera, APG II (2009), però a la quarta versió del sistema, APG IV (2016), va deixar de ser reconeguda i els quatre gèneres que la formàven (Anarthria, Hopkinsia i Lyginia) van tornar a la família de les restionàcies.